# Закаряны

Освобождённая Закарянами Восточная Армения, в начале XIII века.

Закаря́ны (Захаря́ны; арм. Զաքարյաններ) (1196—1261) — армянский феодальный и армянский княжеский род, ишханы (князья) Восточной Армении.
Именование разнилось в зависимости от местности и времени. Так, армяне называют династию Закарянами (Захарянами); на греческий манер династию именуют Закириди (Захари́ды, Закари́ды); грузины, имея в виду представителей младшей ветви династии, говорят Мхаргрдзели.

## Происхождение
Согласно А. Шахназаряну, ссылающегося на надписи, оставленные Закарянами в Ахпате и Амберде, сами они считали себя потомками армянских царских родов Багратуни и Арцруни.
По мнению Иосифа Орбели, вероятно, род Закарянов изначально был курдского происхождения. Такого же мнения придерживается и Роберт Томсон. Их предки приняли христианство в период нахождения на службе у армянских князей в Ташире. Согласно «Dictionary of the Middle Ages» «многочисленные надписи Закаридов не оставляют сомнений в том, что они считали себя армянами».

## История
Изначально Захаряны были вассалами армянского княжеского дома Кюрикидов. Родоначальником рода был Закаре, сын которого Саргис (ум. в 1187 г.) в 1174 году  вместе с Иваном Орбелианом, был назначен грузинским царем Георгием III правителем Ани. В 1185 году был возведен грузинской царицей в разряд вельможной знати. Роду было пожалованы земли бывшего Ташир-Дзорагетского царства с центром в Лори. За военные заслуги Саргис в грузинском обществе получил прозвище Мхаргрдзели, которым и обозначался род Закаридов у грузин. Во время правления царицы Тамары правителями Ани являлись сыновья Саркиса — Иване и Захария.  В 1199 году столицей Захаридов становится город Ани. 
Род Закарянов дал Армении и Грузии многих великих политических и военных деятелей. Ответвлением рода Закарянов является армянский княжеский род Ваграмянов, правителей княжества Гаг (в северной Армении), бывшей в вассальной зависимости сначала от армянского Ташир-Дзорагетского царства, затем от Грузинского царства. Основателем армянского княжеского рода Ваграмянов-Гагеци был князь Ваграм I — дядя Закаре и Иване. Сестра братьев Закарянов — Хоришах — была замужем за князем Вахтангом II Тангиком, т. е. была матерью князя Гасана-Джалала Дола, правителя армянского Хаченского княжества.
С началом вторжения в регион монголов род стал утрачивать свои позиции. При монголах Захариды стали именоваться Аргутянц. В XIV-XV веках, из-за постоянных распрей и монгольского господства, Захариды постепенно стали терять владения, сохранив за собой в конечном итоге лишь монастырь Санаин с окрестными землями. С конца XV веках по именем Аргутянц стали вассалами грузинских царей. В XVIII веке Захариды-Аргутянцы являлись поборниками сближения Грузии и Армении с Россией. После присоединения Грузии к России, Екатерина II возвела род в разряд русского дворянства под фамилией Аргутинских-Долгоруковых.